# キム・ミンジュ
キム・ミンジュ（朝: 김민주、中: 金珉周、英: Kim Minju、2001年2月5日 - ）は、韓国出身の女優、元アイドル。また、日韓合同女性アイドルグループ・IZ*ONEの元メンバー。マネジメントSOOP所属。ソウル特別市冠岳区出身。

## 来歴
デビュー前
- 2001年2月5日、ソウル特別市冠岳区で誕生。2016年には、その後の所属事務所であるアーバンワークスメディアに路上キャスティングされ、2年10か月の練習生期間を過ごした。

PRODUCE48 - IZ*ONE
- 2018年4月11日 - 8月31日、Mnetにて放送されたオーディション番組「PRODUCE 48」に出演し、最終順位11位でデビューメンバーに選抜[2][3]。
- 2018年10月29日、日韓合同グループ・IZ*ONEのメンバーとしてデビュー[4]。
- 2019年5月31日、ウェブドラマ「A-TEEN2」の第11話にハンバーガー屋の店員役としてカメオ出演した[5]。
- 2019年11月21日、IZ*ONEとしてデビューする前に出演した映画「The Fault Is Not Yours（原題：어제 일은 모두 괜찮아 / 昨日のことは全て大丈夫）」が韓国で公開された。イ・ソンハン監督から「贈り物のように訪ねてきた俳優だ。繊細な演技で内面の悲しみを持ったキャラクターを見事に演技した」と好評を得た[要出典]。
- 2020年2月13日、ソウル公演芸術高等学校 演劇映画科を卒業[6]。
- 2020年6月13日、MBC「ショー！K-POPの中心」のMCに抜擢され、SF9のチャニやStray Kidsのヒョンジンと共にMCを務める[7][8]。
- 2021年4月29日、2年6か月の活動期間を終え、IZ*ONEとしての活動が終了[9][10]。

ソロ活動（IZ*ONE活動終了後）
- IZ*ONE活動終了後は女優に転向することを明かし、所属事務所のUrban Worksは、ミンジュ本人の女優活動に対する強い意志を尊重して本格的に演技を始めるとした[11]。
- 2022年6月15日、MBCドラマ「禁婚令、朝鮮婚姻禁止令」で王太子妃アン氏（アン・ジャヨン）役にキャスティングされた[12]。
- 2022年9月1日、Urban Worksとの契約満了につき、マネジメントSOOPに移籍[13]。
- 2023年1月28日、2年7ヵ月務めたMBC「ショー!K-POPの中心」のMCを卒業[14][15]。

## 人物
- 同じIZ*ONEとして活動していたメンバーの宮脇咲良（現・LE SSERAFIM）やインタビュアー[16]などから「努力家」であると評されている。
- 「Boy's Club」というウェブ漫画に登場するカエルのキャラクターに顔が似ていると言われており、名の민주（ミンジュ）と韓国語でカエルを意味する개구리（ケグリ）を組み合わせた、민구리（ミングリ）という愛称で親しまれている[要出典]。
- 特技は柔軟で、180度開脚ができるほか、膝の関節を反対方向に曲げることができる[要出典]。

## ディスコグラフィ

### OST
- 크리스마스 Movie version（2019年11月6日、映画「The Fault Is Not Yours（原題：어제 일은 모두 괜찮아 / 昨日のことは全て大丈夫）」OST）

### 参加楽曲
| 発売日        | 楽曲                                            | 収録アルバム                     | アーティスト                   |
| ------------- | ----------------------------------------------- | -------------------------------- | ------------------------------ |
| 2018年5月10日 | 내꺼야 (PICK ME)                                | NEKKOYA (PICK ME)                | PRODUCE 48                     |
| 2018年5月10日 | NEKKOYA (PICK ME)                               | NEKKOYA (PICK ME)                | PRODUCE 48                     |
| 2018年8月18日 | 1000%                                           | PRODUCE 48 - 30 Girls 6 Concepts | PRODUCE 48（Summer Wish 名義） |
| 2018年9月1日  | We Together                                     | PRODUCE 48 - FINAL               | PRODUCE 48                     |
| 2018年9月1日  | 꿈을 꾸는 동안 / 夢を見ている間(Korean Version) | PRODUCE 48 - FINAL               | PRODUCE 48                     |
| 2018年9月1日  | 夢を見ている間 (Japanese Version)               | PRODUCE 48 - FINAL               | PRODUCE 48                     |

### 書籍
- KIM MIN JU PHOTO BOOK [PRO MEMORIA]（2021年12月30日） [17]
- Kim Min-ju 1st Present [ALL MY FAVES]（2023年1月26日）[18]

## 作詞
| アーティスト | 楽曲 |
| ------------ | --- |
| IZ*ONE       | - Really Like You - 本田仁美と共同作詞。2ndミニアルバム「HEART*IZ」に収録。 - 고양이가 되고 싶어 (NEKONI NARITAI) (Korean ver.) - 日本1stシングル「好きと言わせたい」に収録「猫になりたい」の韓国語版作詞。2ndミニアルバム「HEART*IZ」に収録。 - Love Bubble - CHO YUN KYOUNG、宮脇咲良と共同作詞。日本3rdシングル「Vampire」に収録。 - YOU & I - キム・ヒョナと共同作詞。1stアルバム「BLOOM*IZ」に収録。 - With*One - IZ*ONEメンバーと共同作詞。3rdミニアルバム「Oneiric Diary (幻想日記)」に収録。 |

## 出演

### テレビドラマ
- 偉大な誘惑者（MBC、2018年）- ムン・ガヨン（チェスジ役）の子役
- 禁婚令、朝鮮婚姻禁止令（MBC、2022-23年）- アン・ジャヨン 役
- コネクション（SBS、2024年）- オ・ユンジン 役 (幼少時代)
- アンダーカバーハイスクール（MBC、2025年）- イ・イェナ 役

### 映画
- The Fault Is Not Yours（原題：어제 일은 모두 괜찮아 / 昨日のことは全て大丈夫）（2019年11月21日、韓国公開）- スヨン 役
- 君の声を聴かせて（2024年）- ガウル 役

### ウェブドラマ
- 不滅の女神（2016年）- ヴァンパイア 役 ※第2話特別出演
- A-TEEN 2（PLAYLIST、2019年）- ハンバーガー屋の店員 役 ※第11話特別出演

### テレビ番組
- PRODUCE 48（Mnet、2018年4月11日 - 8月31日）
- ショー! K-POPの中心（MBC、2020年6月13日 - 2023年1月28日）- MC
- 助けて！宿泊施設（MBC、2021年9月1日 - ）[22]
- Get It Beauty（tvN D、2021年12月16日 - ）- MC[23]

### ミュージックビデオ
- iKON「오늘 모해 (#WYD)」（2016年）
- Kriesha Chu「Trouble」（2017年）
- Kriesha Chu「Like Paradise (Prod. Flow Blow)」（2018年）

### 広告
- FILA（2021年）[24]
- Citybreeze（2022年）[25]
- キングソフトゲームス「スラの書」（2022年）[26]
- Clarins（2022年）

## 受賞歴
- CineRemindが選定した2020年の映画・俳優 - 今年の特別新人俳優（2020年）[27]
- 第4回 NEWSIS K-EXPO - ソウル観光財団代表理事賞（2022年）
- 2022 MBC演技大賞 - 新人賞